# Orocrambus lewisi
Orocrambus lewisi là một loài bướm đêm trong họ Crambidae.